# 赤井慧爾
赤井 慧爾（あかい けいじ、1932年2月28日 - 2024年4月）は、日本のドイツ文学者、大阪大学名誉教授。
大阪府生まれ。1954年大阪外国語大学ドイツ語科卒、1956年大阪大学大学院独文学修士課程修了、1981年「ハルトマン研究 『イーヴァイン』の文体を中心に」で阪大文学博士。1961年阪大教養部講師。1961年から1963年までミュンヘン大学に留学。1968年助教授、1976年言語文化部助教授、1982年教授。1995年定年退官、名誉教授、1995年関西外国語大学教授（国際言語学部 国際コミュニケーション学科）。2005年関西外国語大学退職。中世ドイツ文学が専門。2024年4月、92歳で死去。

## 著書
- 『ドイツの詩と音楽』南江堂 1972
- 『ハルトマン研究 『イーヴァイン』の文体を中心に』朝日出版社 1981
- 『ゲーテの詩とドイツ民謡』南江堂 1982
- 『日本の心・ドイツの心 師父への鎮魂歌』1993
- 『ゲーテの詩とドイツ民謡』東洋出版 1994

### 翻訳
- ノルベルト・エリアス『文明化の過程』中村元保,吉田正勝,波田節夫・溝辺敬一・羽田洋・藤平浩之共訳 法政大学出版局 叢書・ウニベルシタス 1977
- ハルトマン・フォン・アウエ『イーヴァイン』斎藤芙美子、武市修、尾野照治共訳著 大学書林 1988

## 論文
- <赤井慧爾